# Гулина, Эльвира Александровна
Эльви́ра Алекса́ндровна Гу́лина (31 марта 1936, Нальчик, Кабардино-Балкарская АО, Северо-Кавказский край, РСФСР — 21 января 2012, Башкортостан, Российская Федерация) — доярка Ильино-Полянской молочно-товарной фермы Степановского совхоза Благовещенского района Башкирской АССР, Герой Социалистического Труда (1973). Лауреат Государственной премии СССР.

## Биография
В 1954 году начала трудовую деятельность в Аксуйском районе Алма-Атинской области Казахской ССР.
С 1960 года — доярка Ильино-Полянской молочно-товарной фермы Степановского совхоза Благовещенского района Башкирской АССР, где проработала до ухода на заслуженный отдых. Являлась победителем Всесоюзного социалистического соревнования среди доярок, инициатором движения среди животноводов республики за личный вклад в фонд пятилетки. Руководила республиканской школой передового опыта доярок.
С 1988 года на пенсии. Жила в селе Ильино-Поляна Благовещенского района Республики Башкортостан.
Избиралась депутатом Верховного Совета Башкирской АССР девятого, десятого и 11 созывов (1975—1985).

## Награды и звания
Герой Социалистического Труда (1973).
Награждена орденами Ленина (1971, 1973), Октябрьской Революции (1986), Трудового Красного Знамени (1967), Дружбы народов (1980).
В 1973 году удостоена почетного звания «Заслуженный животновод Башкирской АССР», а в 1981 году стала лауреатом Государственной премии СССР.